# Accidente de scufundare
Accidentele de scufundare sunt accidente care pot apărea în timpul efectuării de scufundări fiind specifice acestei activități.

## Scurt istoric
- 1667: fizicianul și chimistul englez Robert Boyle (1628-1691), descoperă pentru prima oară simptomele bolii de decompresie. După decompresia unui șarpe, Boyle observă formarea de bule de aer în ochii șarpelui.

- 1845: Traussort, profesor de fizică la un liceu din Angers, Franța, studiază pentru prima oară efectele compresiei aerului asupra organismului uman participând el însuși la experimente. Rezultatele le publică într-un raport din Buletinul societății industriale din Angers.

- 1861: francezul Boucquay student la Facultatea din Strasbourg prezintă o teză de doctorat intitulată De l'air comprimé (Despre aerul comprimat), în care descrie efectele compresiei aerului asupra organismului, introducând pentru prima oară noțiunea de decompresie lentă. De asemenea, tot în această teză, el menționează primul și exemplul sticlei cu apă gazoasă.

- 1867: inginerul francez Triger, inventatorul chesonului de lucru, observă că accidentele muncitorilor chesonieri numite boala de decompresie sau boala de cheson, se produc atunci când organismul supus unei presiuni mai mari este decomprimat prea repede. Într-un raport publicat în Analele podurilor și șoselelor, el recomandă ca "dezecluzarea" (decompresia) chesonierilor să se facă pe durata a minim șapte minute, afirmând că în acest mod accidentele vor dispărea în totalitate.

- 1869: medicul de marină A. Le Roy de Mericourt ce studiase fiziologia scufundărilor în Oceanul Indian și Marea Mediterană, publică un raport specializat intitulat Considerații asupra igienei pescuitorilor de bureți. El a observat că "tulburările care apar la scafandrii se produc atunci când bulele de aer pătrund în circulația cerebrală".

- 1873: Dr. Andrew H. Smith prezintă un raport în care arată că în timpul construirii podului Brooklyn din statul New York, muncitorii chesonieri suferă numeroase accidente datorate bolii de cheson, iar din cauza poziției aplecate pe care o aveau, simptomele au fost denumite "bends" (benduri).

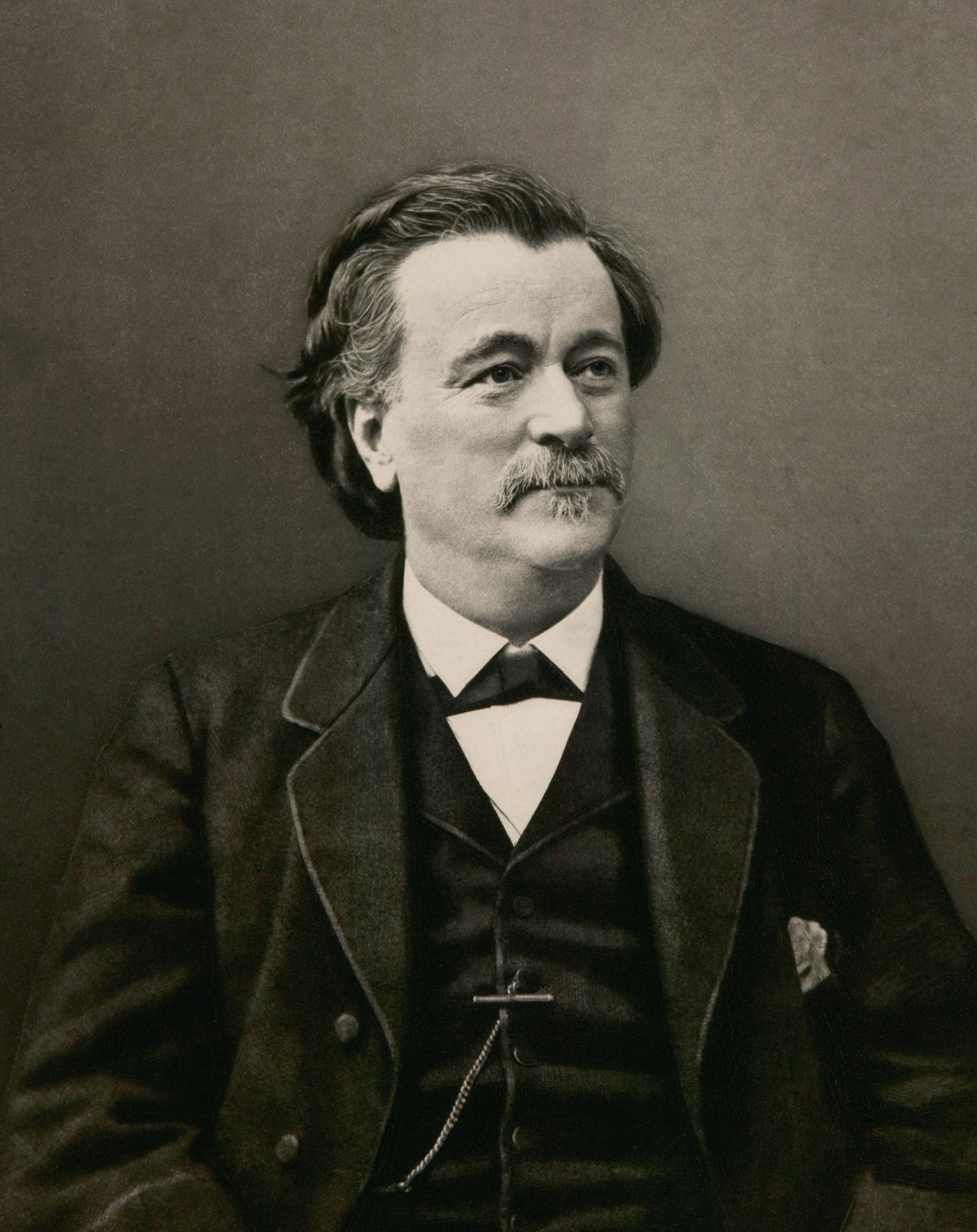
Paul Bert 1833 - 1886

- 1878: Paul Bert, medic și profesor de fiziologie la Sorbona, pe baza observațiilor anterioare concluzionează că boala de cheson este identică cu problemele pe care le au și scafandrii. El a studiat diferitele componente ale aerului și pentru fiecare a observat mai întâi cum reacționează animalele la depresiune și apoi ce se petrece într-o atmosferă în care aerul este comprimat. Concluziile sale sunt următoarele: peste adâncimea de aproximativ 15 metri, oxigenul pur devine toxic însă când este amestecat cu azot adâncimea limită este de circa 120 metri; azotul este foarte puțin solubil în sânge la presiune atmosferică, însă devine solubil din ce în ce mai mult odată cu creșterea adâncimii; dacă revenirea la suprafață este prea rapidă, azotul se degajă din sânge sub formă de bule care pot să dea senzații de pișcături și dureri în articulații; dacă aceste bule astupă vasele sanguine, se produce o embolie gazoasă care poate conduce la paralizie sau chiar moarte. De aici Paul Bert trage concluzia că revenirea la presiunea normală trebuie să se facă lent pentru a permite azotului să fie eliminat treptat. Totodată Bert menționează pentru prima oară necesitatea utilizării oxigenului pur pentru reducerea timpului de decompresie.

- 1897: James Lorrain Smith studiază efectele toxice pe care le are oxigenul asupra alveolelor pulmonare atunci când este inspirat la o presiune parțială mai ridicată (efectul Lorrain Smith).

- 1908: fiziologul englez John Scott Haldane formulează primele reguli precise necesare asigurării unei urcări progresive a scafandrilor la presiunea atmosferică. După efectuarea a numeroase experimente practice în care a folosit capre, Haldane stabilește teoretic pe baza unor ecuații matematice o procedură de decompresie în trepte cu mai multe opriri în funcție de adâncimea și durata scufundării, care a fost apoi denumită "tabelele lui Haldane". De asemenea, dacă dintr-o cauză oarecare un scafandru este obligat să revină foarte rapid la suprafață, el trebuie ca imediat să se scufunde din nou pentru a reveni la presiunea atmosferică în mod reglementar sau să fie recomprimat într-un cheson special unde este decomprimat în mod lent conform acelorași tabele. Tabelele lui Haldane au fost publicate în același an de „Comitetul de scufundare profundă al Amiralității britanice”. De atunci, modificate de mai multe ori tabelele, lui Haldane au fost adoptate de cele mai multe țări, principiile de bază fiind considerate valabile și în prezent.

## Cauze
Cauzele producerii accidentelor de scufundare se datorează, în principal, următorilor factori:
- necunoașterea efectelor presiunii asupra organismului uman
- nerespectarea regulilor de scufundare
- cunoaștere insuficientă a echipamentului
- improvizațiile aduse echipamentului și procedeelor de scufundare
- supraestimarea posibilităților de care dispune scafandrul
- necunoașterea mediului acvatic
- lipsa exercițiului și a antrenamentului.

## Tipuri
Accidentele de scufundare pot fi clasificate în patru mari grupe : 
- accidente fizico-mecanice - accidente datorate efectelor mecanice ale presiunii, (suprapresiunea pulmonară, barotraumatismele și colicile scafandrului);
- accidente biofizice - accidente datorate efectelor biofizice ale presiunii (accidentele de decompresie);
- accidente biochimice - accidente datorate efectelor biochimice ale presiunii (narcoza azotului, criza hiperoxică, intoxicația cu bioxid de carbon și hipoxia);
- alte accidente de scufundare (hipotermia și înecul).

### Accidente fizico - mecanice
Accidentele fizico-mecanice sunt accidentele datorate efectelor mecanice ale presiunii și afectează în special plămânii și cavitățile pneumatice (urechea medie și sinusurile), precum și tubul digestiv. 
Acestea sunt suprapresiunea pulmonară, barotraumatismele și colicile scafandrului.
- Suprapresiunea pulmonară

Suprapresiunea pulmonară este un accident de scufundare ce apare datorită destinderii gazelor blocate în plămâni peste limita de elasticitate a acestora, în timpul ridicării către suprafața apei. 
- Barotraumatismele

Barotraumatismele sunt accidente de scufundare ce apar ca urmare a dezechilibrului de presiune dintre presiunea gazului existent în cavitățile pneumatice ale aparatului respirator (urechea medie și sinusurile) și presiunea exterioară (presiunea mediului acvatic la adâncimea de imersie). 
- Colicile scafandrilor

Colicile scafandrilor sunt cauzate de tendința de creștere a volumului gazelor conținute în tubul digestiv în timpul ridicării către suprafața apei (scăderea presiunii ambiante). 
Descrierea colicilor scafandrilor
Colicile se formează datorită fermentației digestive și înghițirii de aer în timpul scufundării, în stomac și intestine acumulându-se o anumită cantitate de gaze. 
Cantitatea de gaze acumulată în tubul digestiv crește și, în timpul ridicării la suprafață, își mărește volumul, destinzându-se provocând crampe abdominale. Aceste dureri abdominale sunt însoțite de eructații și chiar de dificultăți de respirație.
Tratamentul colicilor scafandrului
La apariția primelor simptome ale colicilor scafandrului, pentru a nu risca ruperea tubului digestiv, scafandrul va trebui să coboare la o adâncime la care colicile încetează și, prin mișcări sau masaje, va încerca eliminarea gazelor prin eructații și flaturări voluntare, după care va continua urcarea. 
Tratarea colicilor scafandrului, după ieșirea la suprafață, se face prin administrarea unor antispasmotice și prin expulzări naturale ale gazelor.
Profilaxia colicilor scafandrului
Scafandrii trebuie să respecte un regim alimentar adecvat care să nu cuprindă alimente care produc gaze în timpul digestiei precum și interdicția de a efectua scufundări la mai puțin de două ore după o masă consistentă.

### Accidente biofizice
Accidentele biofizice sunt accidentele de decompresie. 
În timpul scufundării către adâncimea de lucru, apare fenomenul de dizolvare a azotului în țesuturi și în lichidele interstițiale. Dizolvarea azotului este cu atât mai importantă cu cât presiunea (adâncimea) este mai mare.
Accidentele de decompresie sunt cele mai frecvente accidente de scufundare. 

### Accidente biochimice
Accidentele biochimice sau accidentele toxice sunt accidente datorate efectelor biochimice ale presiunii și se referă la acțiunea diferitelor gaze asupra organismului scafandrului.
Pentru scufundarea cu aparat autonom cu aer comprimat, care este un amestec de azot (79%) și oxigen (21%), cele mai importante sunt accidentele datorate efectelor biochimice ale azotului (narcoza azotului), ale oxigenului (criza hiperoxică și hipoxia) și ale bioxidului de carbon (hipercapnia). 
- Narcoza azotului

Narcoza azotului, numită și beția adâncurilor, poate apărea, la scafandrul care respiră aer, încă de la adâncimea de 30 m.
- Criza hiperoxică (intoxicația cu oxigen) sau hiperoxia

Apare ca urmare a respirării de oxigen la o presiune parțială ridicată aceasta având un efect toxic asupra organismului. Toxicitatea oxigenului se manifestă la nivelul sistemului nervos central. Se consideră hiperoxic un amestec la care presiunea parțială a oxigenului din amestec este mai mare de 0,42 bar (sc. abs.). 
- Hipercapnia

Hipercapnia este excesul de bioxid de carbon în sânge, datorate creșterii presiunii parțiale a bioxidului de carbon în amestecul respirator.
Hipercapnia poate fi cronică dacă presiunea parțială a bioxidului de carbon pCO2 este peste valoarea normală, dar sub 0,015 bar (sc. abs.) și acută atunci când pCO2 depășește 0,015 bar (sc. abs.). 
- - Hipercapnia cronică apare destul de des la scafandrii autonomi respirând aer, atunci când se respiră un amestec gazos cu o participație ridicată de bioxid de carbon.

- - Hipercapnia acută reprezintă un accident grav, acesta acționând asupra respirației, circulației și sistemului nervos.

Creșterea nivelului de bioxid de carbon, este resimțită mai ales atunci când scafandrul înoată sau când desfășoară o activitate intensă sub apă. În aceste situații poate apărea senzația de „lipsă de aer” care vine de la centrul respirator ce răspunde la creșterea nivelului de bioxid de carbon și poate conduce la scurtarea respirației, la accelerarea ritmului respirator (gâfâială), oboseală, crampe musculare, dureri de cap și chiar pierderea cunoștinței. Efectele hipercapniei pot duce la apariția panicii cu consecințe foarte grave.
Atunci când scafandrul simte un anumit inconfort respirator, nevoia inhalării unei cantități mai mari de aer și oboseală, este recomandat ca el oprească înotul sau activitatea pe care o desfășoară, relaxându-se și respirând profund. 
Respirația superficială, respirația cu pauze, utilizarea unui aparat de respirat cu rezistențe gazodinamice mari, sunt factori care împiedică sau încetinesc schimbul normal de gaze din plămâni și conduc nu numai la o creștere a nivelului de bioxid de carbon, ci și la o scădere a nivelului de oxigen din amestecul gazos din plămâni apoi din sânge și celule.
- Hipoxia

Hipoxia este scăderea nivelului de oxigen din amestecul respirator.
Un amestec respirator este hipoxic dacă presiunea parțială a oxigenului din acest amestec, pO2, este mai mică de 0,17 bar (sc. abs.). Simptomele hipoxiei provin fie de la un echipament defect sau prost reglat, fie de la o respirație incorectă. 
Hipoxia poate avea simpotome respirație grea, dureri de cap, senzația de greață și chiar pierderea cunoștinței. 
Pentru limitarea efectelor hipercapniei și hipoxiei, scafandrul trebuie să efectueze o manevră respiratorie constând dintr-o serie de inspirații profunde și expirații forțate în scopul ventilării cât mai bune a plămânilor. Această manevră poartă numele de hiperventilație controlată.

### Alte accidente de scufundare
Sunt accidente care deși nu sunt specifice, pot apărea în timpul desfășurării scufundărilor, datorate mediului subacvatic.  
- hipotermia
- înecul

Înecul se produce prin asfixiere datorată pătrunderii apei în căile respiratorii.
- lovituri, zgârieturi sau tăieturi datorate marginilor ascuțite ale epavelor
- înțepături provocate de unele animale marine - (meduze, dragonul de mare, pisica de mare, vulpea de mare și scorpia de mare).
  - meduzele sunt animale marine care produc o substanță toxică numită hipnotoxină ce provoacă arsuri ale pielii. Pentru atenuarea iritației pielii și eliminarea senzației neplăcute, locul se spală cu apă de mare și apoi se aplică comprese cu oțet sau amoniac.
  - dragonul de mare

- - pisica de mare
  - vulpea de mare
  - scorpia de mare

Dragonul de mare, pisica de mare, vulpea de mare și scorpia de mare sunt singurele animale veninoase din Marea Neagră. Veninul lor, denumit toxallumină, este foarte toxic fiind asemănător cu cel al viperelor, dar se află în doze mai mici. Înțepăturile lor sunt foarte dureroase, veninul inoculat având o acțiune inflamatorie și conducând la tulburări respiratorii și cardiace. Ca antidot, se injectează în locul înțepat cantități mici de soluție de permanganat de potasiu în concentrație de 2...5‰, clorură de aur și intravenos gluconat de calciu 10%.